# Erik Pedersen Ryning
Erik Pedersen Ryning, var ett svenskt riksråd.

## Biografi
Erik Ryning var son till väpnaren och slottsfogden Peter Ryning (född 1396) och Sigrid Karlsdotter (död 1430). Han blev 3 september 1457 riddare. Ryning var riksråd 1463 och 2 oktober 1466.
Ryning ägde gården Högsrum i Fliseryds socken.

### Familj
Ryning var gift med Christina Eriksdotter. Hon var dotter till väpnaren Erik Pedersen (Urup) och Birgitta Bengtsdotter (båt). De fick tillsammans barnen Sigrid Ryning (död 1489) som var gift med riksrådet Påvel Kyle, riddaren Bengt Ryning och riddaren Nils Ryning.